# خالتان
خالتان (به لاتین: Xaltan) یک منطقه مسکونی در جمهوری آذربایجان است که در شهرستان قوبا واقع شده است. خالتان ۶۲۴ نفر جمعیت دارد.